# 東映
東映株式会社（とうえい、英: TOEI COMPANY,LTD.）は、東京都中央区京橋に本社を置く日本の映画の製作・配給・興行会社。1951年に東京映画配給株式会社が東横映画株式会社、太泉映画株式会社を吸収合併して設立。2023年現在、日本の映画会社では唯一2つの撮影所を保有しており、東宝・松竹と共に日本のメジャー映画会社「御三家」「三大メジャー」の一社となっている。
東京証券取引所プライム市場上場企業。東急（旧・東京横浜電鉄→東京急行電鉄）の子会社として設立された経緯をもつ。現在ではテレビ朝日ホールディングスの大株主であると同時に、テレビ朝日ホールディングスが東映の筆頭株主という株式持ち合いの関係にあり、互いに持分法適用関連会社である。

## 概要
日本で唯一、東京都練馬区東大泉に「東映東京撮影所」、京都府京都市右京区太秦に「東映京都撮影所」と2つの撮影所を有し、それらの撮影所を中心に制作された劇場用映画の制作・配給・興行や、洋画の買い付け・劇場配給・テレビ放送権販売、テレビドラマの制作、広報映画の制作や教育映画の制作・販売などを行う総合映像企業。
早くからテレビやアニメーションの可能性に目をつけており、東映アニメーションや東映テレビ・プロダクション、東映ラボ・テック、ティ・ジョイなどの子会社を通じた劇場用・テレビ用アニメーションなどの制作、テレビCMなど各種コマーシャルフィルムの制作、オリジナルビデオやカラオケビデオの制作販売、現像所やアフレコスタジオなどの所有・貸出、シネマコンプレックスの運営も行っている。
テレビ朝日とは設立以来密接な関係にあり、同局に多数のコンテンツを供給している。同業他社に比べて映像部門が多岐にわたる一方で、子会社を通じた映像以外への事業多角化も古くから行い、かつてはプロ野球（東映フライヤーズ）やボウリング、交通事業等を手掛け、現在も京都撮影所の一部を活用したテーマパーク「東映太秦映画村」を筆頭に、ホテルやゴルフ場、不動産開発事業を行っている。

## 沿革
東京・大泉の旧新興キネマ東京撮影所を買収して貸スタジオ経営を始め、やがて映画製作に進出した太泉映畫（1947年10月15日設立）と、1938年（昭和13年）東京横浜電鉄の興行子会社として東急東横線の沿線開発を目的に設立され、東京の渋谷や横浜で映画館を経営していたが、戦後大映より京都第2撮影所（旧新興キネマ京都撮影所）を賃借して映画製作に進出した東横映画（1938年6月8日設立）、双方で製作された作品配給のために1949年（昭和24年）10月1日設立された東京映画配給株式会社が、制作会社2社を吸収合併。1951年（昭和26年）4月1日、社名を東映株式会社と改めて再出発した（資本金1億7000万円）。東横映画を吸収した事からもわかるように、設立の背景には東京急行電鉄が大きく関与している。阪急電鉄創業者の小林一三が東宝を作ったように、五島慶太は東映を作った。東横映画の社長であった黒川渉三が街の高利貸しから資金を調達して映画製作を続け、黒川の後を継いだ者も赤字を増やし、設立当時の東映の負債は、当時の金額で11億円（1989年頃の貨幣価値では数百億円以上）にのぼった。当時の映画事業に融資をするような銀行はなく、岡田茂が広島一中の先輩であった鈴木剛住友銀行頭取を仲介して、五島慶太は住友銀行に融資を頼み、東急から融資することは背任行為とみなされ出来ず、五島は五島家の株式や自宅も含む全資産を担保に住友銀行から融資を受けた。五島慶太は男の大勝負の席に息子の五島昇を帯同させ教訓を与えた。鈴木は、昇の顔を見ながら「東映がうまくいかなければ、この借金は孫子の代まで残りますが、いいですね」と一言念を押した。淡々と話を聞くだけで全く動じない慶太の背中に昇は身震いし「"事業家のオニ"を見た思いだった」と話している。東映再建が失敗していたら五島家は破産していたといわれる。東映のメインバンクの一つが住友銀行になったのはこの時からで、この逸話をよく知る岡田茂が組合運動に熱心な野田幸男を辞めさせたかったが、野田は親族に住友銀行の幹部がいて辞めさせられなかったという逸話は東映内では有名であった。東横映画には、マキノ光雄と根岸寛一を中心に、大陸から引き上げた満州映画協会OBが製作スタッフとして参加しており、そのまま東映に移行した彼らは松竹、東宝、大映に継ぐ後発映画会社である「第四系統」として誕生した会社を担うことになる。引き揚げ者の救済は社是にも掲げられ、彼らはスタジオの裏に板張りの家を建てて棲みつき、炊き出しをしてノミやダニと共に寝食を共にしたり、山陰線の脇に撮影所の廃材でバラックを造って生活する者もいた。
上記のように企業としては戦後派であるが、東西撮影所は撮影所は阪妻プロ→帝キネ（以上は京都のみ）→新興→大映第二という流れを引き継いでおり、徹底して大衆娯楽路線を重視する姿勢も帝キネや新興の気風を受け継いでいる。岡田茂は「東映設立から4、5年の頑張りが、今の東映の骨格を作り上げたと言っていい」と述べている。
1950年代に入ると、戦前から活躍する時代劇スターの片岡千恵蔵・市川右太衛門・月形龍之介・大友柳太朗らを擁し、さらに東映娯楽版によって若者に人気を得た中村錦之助・東千代之介がデビュー。1954年（昭和29年）に松竹から美空ひばりを引き抜き大きな戦力になった。東映と松竹、東宝、大映、新東宝、日活6社による戦後の激しい競争の中、1952年（昭和27年）初頭には「年間50本を製作し毎週新作1本を配給（全プロ配給）」を宣言し「製作－配給－興行」の垂直統合とブロックブッキング制を最初に敷き、撮影所システムと呼ばれる量産体制を確立した。同年、本社を東京都中央区京橋に移転、東京証券取引所に株式上場。1953年（昭和28年）の『ひめゆりの塔』は配収1億5000万円を挙げる日本映画創始以来の大ヒットで、負債はあらかた完了し発展時代に突入した。同年、直営モデル劇場第1号「渋谷東映劇場」オープン。第一期東映ニューフェイス採用。続いて1954年（昭和29年）、これも他社に先駆け、新作二本立て興行を開始。同年公開の『旗本退屈男 どくろ屋敷』から、著名なオープニング「荒磯に波」が登場。東映は設立と同時に労働組合が組織され、全員社員になっていたが、このとき大量の臨時労働者が雇われ、無権利状態に置かれた。東映の労働闘争はここに端を発す。その後大川橋蔵や市川の息子・北大路欣也が子役で加わり、東映時代劇ブームを巻き起こして、1956年（昭和31年）には松竹を抜いて配給収入でトップとなり黄金時代を築いた。高岩淡は1954年に東映に入社し、研修期間に東映の直営館第1号である渋谷東映でもぎりをやらされたが、「1日1万人もお客が入り、座れない子供たちが舞台の上まで鈴なり。後方でお父さん全部が子どもを肩車で担いでいる光景に感動した」と話している。当時は"ジャリすくいの東映"といわれたが、この時期、長編の添え物として製作された『新諸国物語 笛吹童子』『里見八犬伝』『新諸国物語 紅孔雀』などの中編の冒険時代劇は児童層から熱狂的に受け入れられ、中村錦之助や東千代之介といったアイドルを生み、1956年発足した東映動画、『東映まんがまつり』と合わせ、子どもたちに娯楽版で映画館通いを覚えさせ、未来の観客を作り育てた。時代劇ブームの波に乗り隣接地を買収に次ぐ買収で3万坪に拡大した。量産ぶりは凄まじく1959年に東西両撮影所で、年間103本の映画を製作し、1960年170本。二日に一本の滅茶苦茶なペースで映画が量産され、1960年の大手六社の製作総本数522本のうち、三分の一が東映映画が占めた。専門館は1,500館、契約館は全国2800館、年間配収は当時の金額で97億5千万円に上った。
1954年（昭和29年）にはプロ野球の東急フライヤーズの運営を東京急行電鉄から受託し、東映フライヤーズ（現在の北海道日本ハムファイターズ）とした。また、1959年（昭和34年）開局の日本教育テレビ（現在のテレビ朝日）に資本参加し同局番組の有力な供給源となるなど、来るべきテレビ時代に先手を打った。ところが、1964年（昭和39年）9月30日には資本面で東急から分離独立する。この背景には嫌々ながら東映の社長に派遣され、多重債務を抱え自転車操業で倒産寸前であった同社の再建を成功させた大川博と、東急本体を引き継ぎ東急グループの基本を沿線開発に据えた五島昇との間に確執があったと言われている。また、石坂泰三が五島に「東急に女を売り物にする商売はいらない」と言ったと言われている。東映フライヤーズは引き続き共有の形を採った。ただし、2021年現在も東急は第4位株主であり、また関係会社ではある。
現代劇は1950年代半ばから1960年代前半にかけて、中原ひとみ・高倉健・水木襄・佐久間良子・梅宮辰夫・千葉真一ら主演スターを東映ニューフェイスから輩出。現代劇はギャング映画、任侠映画、格闘映画など、迫力溢れるアクション映画を生み出した。1957年（昭和32年）には東映東京撮影所の隣に動画専用スタジオを建設し、前年に日動映画を合併して設立した東映動画を移転させた。同年、日本教育テレビ（現・テレビ朝日）に資本参加。東映エージエンシー設立。邦画初の大型映画・東映スコープ第1号『鳳城の花嫁』公開。1958年（昭和33年）には競合会社よりもいち早くテレビ映画の製作に着手。同年に大泉に東映テレビ・プロダクションとその撮影所を設ける。1960年（昭和35年）中央区銀座に東映会館を建設し、本社を同所に移転。丸の内東映オープン。観客動員No.1となった東映は同年第二東映を設立し、制作本数を倍増して日本映画界の売上50%のシェアを目指した。10日に一本のペースで撮影していたといわれる。同年に第二東映が新東宝を吸収合併し、時代劇を新東宝が現代劇を第二東映が制作する新会社の新東映の設立が仮調印直前まで進むも頓挫。翌1961年に第二東映はニュー東映と改称するが、うまくいかずに2年で解散した。重役であった片岡千恵蔵は大川に面と向かって「これはあんたの責任じゃないですか!」と責め立てた。映画産業の斜陽化が色濃くなった時代に無謀な計画は大失敗し、会社は労働者の分裂と合理化の攻撃を強化し、労使は激しく対立した。また元々映画はズブの素人であった大川から、以降、映画製作の実権は東映の東・西撮影所の所長が握る体制が生まれた。
しかし、明朗な勧善懲悪の東映時代劇は1960年代に入ると行き詰まり、末期にリアリズムの集団時代劇を生み出すものの終焉。映画不況が始まった1960年代に入ると時代劇は客が入らなくなり、コストダウンのため1963年から1964年にかけて、東映京都撮影所の大リストラを敢行し、東映テレビ・プロダクション、東映動画へ大半の従業員が配転される。また取締役俳優である片岡と市川は取締役の地位は留任するもの専属契約が切られ、市川は映画から引退。演出料が非常に高い渡辺邦男・松田定次・佐々木康などの時代劇の監督も東映を退社して行った。1962年（昭和37年）、東映フライヤーズが初のパ・リーグ優勝と日本シリーズでも阪神を下し日本一。
1963年（昭和38年）『人生劇場 飛車角』のヒットからは時代劇に代わり、明治期から昭和初期を舞台に置き換え、勧善懲悪の世界を描いた時代劇の変種でもある仁侠映画を東西両撮影所で量産し、鶴田浩二・高倉健・藤純子、若山富三郎らを主演に立て隆盛を迎え、1960年代は映画興行では他社を圧倒した。
1964年（昭和39年）、直営ボウリングセンター第1号「横浜東映ボウリングセンター」オープン。1966年（昭和41年）、日本教育テレビ持株の半数を朝日新聞社へ譲渡し、成績不振と黒い霧事件の余波で観客数が伸び悩んでいた東映フライヤーズを東急と共に1972年（昭和47年）オフに日拓ホームに売却。また1960年代後半の多角経営を支えたボウリング事業は1976年2月に完全撤退した。その一方で、1971年二代目社長に就任した岡田茂は、映画会社で初めて事業部制を敷き、定款を変更して、「泥棒と詐欺以外は何でもやれ」と社員に命じ、不動産、ビデオ事業（東映ビデオ）の拡張、出版事業（『テレビランド』等）、パチンコ屋（東盛商事）、ゴルフ場経営、シティホテル建設、サラ金、葬儀屋、仮面ライダーのキャラクターグッズ販売、アニメショップ（アニメポリス・ペロ）などをやらせて事業の再構築を図った。1960年代半ばから映画の斜陽化が顕著になると、岡田は「いまの世情では純情度の高いものはダメで、俳優でも純情スターより不良性感度の強いものでなければ時代おくれだ」「不良性感度のある映画しか観客は見ないんだ」等と発言し、テレビに取り込まれない客層を狙い、ヤクザ映画や、実録ヤクザものや、エログロもの（東映ポルノ）を量産した。岡田は「路線は少しづつ変わってもいいが、野性味を失ったら、東映という会社はダメになってしまうんだ」と述べていた。岡田の社長就任で大手映画会社で東映は唯一、実質オーナーのいない会社になり、結果的に岡田が長く居座ったが、役員の中に自分が次期社長になれるかもしれないと仕事のやる気も上がった。
1970年7月で直営館を含めた東映作品しか上映しない専門館が全国で250～260館、東映がイニシアチブを執る割番専門館を合わせると340～350館。当時の地方の映画館の中には、東映と松竹の映画を一緒に上映したり、劇場主が勝手にプログラムを決めるような小屋があり、これを実態のつかみにくいフラット館と呼ぶが、この小屋も東映作品を掛けるため、当時東映のフィルムを掛ける映画館は全国で1100～1200館あった。第二東映は失敗したが、そのとき増えた専門館のシステムは残った。
1973年の『仁義なき戦いシリーズ』でヤクザ映画を実録ものに切り替える。1973年から1975年の三年間は実録映画が会社総製作本数のほぼ30％を占めたが、1976年からは大幅に減少した。格闘映画では千葉真一と志穂美悦子の作品がブレイクし、千葉の格闘映画は海外でも大ヒットした。プログラムピクチャーとしてのヤクザ映画路線は1977年に終了した。正統的教養主義と闘うカウンターカルチャーが世界中で沸騰した1970年前後、日本の娯楽映画の拠点は東映にあった。1975年（昭和50年）に新たなジャンルであるパニック映画『新幹線大爆破』を公開したが、日本ではヒットしなかったものの、海外では大ヒットした。同年の『トラック野郎』は『新幹線大爆破』よりヒットしたため、シリーズ化された。
映画部門が斜陽となってからは、アニメ部門、テレビ事業部、ビデオ部、不動産部門などが、映画製作を支えて行く。1988年4月～1999年3月期決算で映画会社単独として初の年間売上げ1000億円を達成した。映画不況といわれた1980年代は、東映、東宝、松竹の大手三社はリスクの大きい映画製作に注力したわけではなく、ビデオや不動産を中心とした多角経営戦略で利益自体は上げていた。1990年代は渋谷を始め、船橋、福岡、仙台、広島など、全国の劇場再開発を手掛けた。1972年に東映洋画を設立し、洋ピンと呼ばれる欧米のポルノ映画を配給したのを手始めに、1975年の『ドラゴンへの道』や1979年の『ドランクモンキー 酔拳』などブルース・リーやジャッキー・チェンといった香港映画を中心に配給。東映洋画部ではその他にも1977年から『宇宙戦艦ヤマト』シリーズなどアニメ映画を配給して、邦画部門の不振を補ったほか、劇場用映画以外にテレビ映画の制作にも積極的に取り組んだ。時代劇が斜陽になったことから1975年（昭和50年）に京都撮影所のオープンセットの維持を画して、一部を東映太秦映画村とした。
多くの映像作家を生み出した『ぴあフィルムフェスティバル』（PFF）は、1977年12月に東映東京撮影所で開催された『第一回ぴあ展』を起源としている。
1978年正月公開の『柳生一族の陰謀』から従来の量産体制による2本立て興行に代わって、大作映画1本立て長期興行路線が定着。それとともに、子会社に東映セントラルフィルムを設立して同年に『最も危険な遊戯』を第1作として公開。1988年に解散するまで本社の大作路線を補完する中小規模予算のプログラムピクチャーの製作会社として、あるいは外注したピンク映画の配給会社として活動した。1970年代後半から映画プロデューサーとして角川春樹と提携し、『悪魔が来りて笛を吹く』、『白昼の死角』、『魔界転生』を手始めに、角川映画を数多く配給し始める。1980年代に入ると提携作品や小屋（映画館）を貸すだけの買い取り作品などが増え、純然たる東映作品、純然たる東映育ちのスタッフ、キャストが作る作品が減った。
東宝は1943年の東宝争議の終結以来、ほぼ一貫して、左翼的な政治性を嫌い、エロチシズムを嫌い、暴力を嫌う『健全娯楽』路線を守ってきた。東映が暴力を鮮やかに映画的な魅力に結晶させた時期に、東宝はずっと作品的にも興行的にも東映の後塵を拝していた。東映の路線に乱れが生じ、行き詰ったとき東映は『健全娯楽』の東宝に抜かれることになる。
1960年代から始めていた『東映まんがまつり』は子供向け映画として定期興行をしていたが、1996年（平成8年）からは凋落していった。洋画配給についても1987年の『七福星』をもって中止となった。1980年代は角川映画やアニメのおかげで東宝と互角の勝負をした。東映ビデオの売上大幅増が効いて、東映の第64期決算（1986年9月1日～1987年8月31日）は映画会社で初めて総売上1000億円を記録し、東映は映画会社で売上トップになった。1990年代に入ると、アニメ映画とシリーズものが全盛期が過ぎたこと、『公園通りの猫たち』に代表される企画製作能力の機能不全、ヤクザ路線の行き詰まり、自社のブロックブッキングの強化が遅れ、東宝と拮抗していた興行成績が引き離されていった。岡田茂がプロデューサー出身であることから、自社制作にこだわってきた東映と差が付いた。東宝は1968年から1972年まで製作配給で毎年7億円の赤字を出していたが、1970年代に入り製作機能を三つの別会社に分離し1972年に本社での映画製作を停止させ、五核を相互に連携させる製作体制に切り替えた。1970年代後半から、東宝はリスクの高い制作への投資を削って劇場整備に力を注ぐ手法を取り、映画業界では当時「映画会社でなく不動産業者のやり方」などと風当たりは強かったが、自社制作にこだわってきた東映と差が開いていった。東宝は元来が製作から発足した映画会社でない強味もあり、また他の映画会社と違い、阪急グループの中に位置し、金融もある程度阪急の裏づけがあってやれるという強味があった。東宝は阪急グループの文化商品提供部門という側面を持つ映画産業の不沈戦艦でもあった。岡田茂は1998年6月2日の『日本経済新聞』で「二十年たって振り返ると東宝のやり方は正しかったのかもしれない」と述べた。松竹に言わせれば「ウチは製作から出発してますけど、東宝は興行からの出発ですから。会社の性格が違います。あの劇場網は羨ましい」となる。東映も1990年代に「列島改造計画」などと名付け、渋谷を始め、全国の劇場再開発を手掛け、岡田は「今後は映画興行にプラス賃貸収入で収益を図っていく」と宣伝したが、いかんせん、一等地に先代が仕込んでくれて減価償却を終えた大きな土地・建物を持つ東宝や松竹は、それを利用して高層ビルを建てて、不動産賃貸料で大きな利益を出せるが、戦後の会社である東映は代替地もままならぬ程、所有する土地が小さく、賃貸収入でも東宝や松竹と大きく差を付けられた。東宝が日比谷の映画街を再開発して1987年10月にオープンした日比谷シャンテは賃貸収入が年間30億円といわれ、当時東映は不動産の賃貸収入がほとんどなく、これに驚いた岡田茂は「シャンテに続け！」と「東映本社を丸の内に置かなくてもいいだろう」と丸の内から茗荷谷へ本社を移転させて跡地に賃貸ビルを建て、賃貸料を稼ごうと構想したが実現はしなかった。
1989年（平成元年）からはオリジナルビデオ「東映Vシネマ」をリリースすることで映画の制作数を補うなど、スクリーン以外での映像展開を積極的に進めて対応を図っている。
2011年9月17日の『アジョシ』から、国際営業部が新レーベル「TOEI TRY△NGLE」（東映トライアングル）で約30年ぶりに日本国外映画の買い付けと配給を再開した。
2024年4月1日付で当社のパッケージ事業を吸収分割（簡易吸収分割）により連携子会社である東映ビデオに承継。これに合わせて同年1月22日付で同社と東映による吸収分割契約を締結した。
2025年7月27日をもって64年間続いた本社および丸の内TOEIが入居する東映会館が施設と設備の老朽化により閉館、これに先駆け同月22日に本社の機能を京橋エドグランに移転した。
前述の閉館により東映は、2022年12月4日で閉館した渋谷TOEIとともに同社直営の映画館が消滅、それに伴い、同年8月1日付で同社部署の「映画興行部」を廃止し、映画興行事業を完全子会社のティ・ジョイに一本化する形で引き継がれた。

## 社風
東映は、経理畑出身の大川博による徹底した予算主義と、徹底作品中心による大衆路線を採用した。無駄なフィルムを使うと即座に始末書を書かされたと言われる。
スター・システムと撮影所システムによって、特に時代劇全盛期には、序列化されたスターを頂点としてスタッフと俳優が派閥化されていた。スターについても男性スターが中心で、女優はいわゆるお姫様女優であった。岡田茂の造語である「不良性感度」という言葉は、時代劇ブームが終焉した1960年代半ばから、ヤクザ映画とアウトローによる暴力路線、アクション映画、エログロなど犯罪・暴力をモチーフに量産され、東映イメージを決定付けた。しかし「不良性感度」を標榜した路線は女優の受け皿を狭めることとなり、関根恵子は東映に誘われても断っている。1970年代半ばからの実録路線以降から男性客がメインとなり、対照的に女性客は離れていく。この路線は1980年代後半の『ビー・バップ・ハイスクール』シリーズまで続いた。
俳優の専属制度も大手では最も長く維持された。千葉真一、松方弘樹、梅宮辰夫ら昭和十年代生まれ世代の俳優たちにまで「もと東映仲間」というカラーが現在も強く残っている。これも、1970年前後に自社製作も専属制も事実上白紙にしてしまった東宝や、同じころから渥美清、ハナ肇、ザ・ドリフターズ、石坂浩二ら舞台、テレビ出身の社外俳優に依存するようになっていた松竹などと一線を画している。
おしゃれなデートコースとしての映画館という風潮とは対極に位置することもあり、早々に自社製作を事実上中止した東宝とは対照的にテレビ、アニメを含め徹底した自社製作を貫いてきた。しかし、テレビアニメに関しては、1970年代後半の「超電磁ロボ コン・バトラーV」をはじめとする「長浜ロマンロボシリーズ」から1980年代初頭の『百獣王ゴライオン』までの一部の作品を東映と無関係な制作会社に外注していたものもあった。

## オープニング
当社配給作品の冒頭に流れるオープニングは、3つの岩に波が打ち寄せるシークエンスを背景に、前面に三角形に囲まれた当社のロゴマークが映し出されるシーンである。3つの岩は、東映の前身である東京映画配給、太泉映画、東横映画の3社の統合と結束をイメージしている。社内での正式な呼び名は「荒磯に波」である。撮影場所は千葉県銚子市犬吠埼とされている。
「荒磯に波」は1954年（昭和29年）公開の『旗本退屈男 どくろ屋敷』と1955年（昭和30年）公開の『血槍富士』で初めてオープニングに登場し、1957年（昭和32年）公開の『旗本退屈男 謎の蛇姫屋敷』から毎回使われるようになった。5年に一度くらい同じ所、同じ角度で取り直しているが、波が少ないため、デジタルグラフィック映像の導入以降はデジタル化処理を施した形で波を足している。現代の東映のロゴマークの下部には「TOEI COMPANY,LTD.」と社名の英語表記も追加されている。基本的なオープニング構成は半世紀以上変わっていないため、バラエティ番組やアニメ（系列の東映アニメーション制作作品）などでパロディにされる事もある。
第二東映やニュー東映のオープニングは活火山の噴火口をズームアップし、三角形のロゴマークが飛びだすシーンで、海と山を対極にしたものとなっている。
基本的に同時代に公開された作品は、全て共通のオープニングの映像が用いられている。例えば、深作欣二の『火宅の人』で作品内容に沿うように木村大作が日本海で新たに撮影したオープニングを使おうとしたところ、岡田茂社長から「会社の顔を変えるとは何事だ」と一喝されて、却下された。例外として、中島貞夫の『にっぽん'69 セックス猟奇地帯』は、当時スタンダード・サイズのオープニングが紛失していたため、銚子の灯台で撮り直されている。2001年にも当時、営業部門担当常務取締役であった岡田裕介が、よくぞ東映は50年もやってこれたなという思いで『ホタル』、『RED SHADOW 赤影』『劇場版 仮面ライダーアギト PROJECT G4』『千年の恋 ひかる源氏物語』の4本に"東映創立50周年記念作品"と冠を付けたが、若い社員たちが「50周年ならオープニングを変えよう」と言い出して、この話が岡田茂会長の耳に入り、岡田裕介は「御先祖様に逆らってまで新しいものを作る気はありません」と岡田会長に言い訳した。「私が東映にいる間は絶対に波マークは変えませんが、私が辞めたら、どうぞ次の人が変えてもらっても構いません」などと述べている。
1970年代のヤクザ映画全盛期には、莫大な興行収入を得ながらもスタッフやキャストへの金払いが悪かった事、強引なブッキングを強いた事などから、「東映の三角マークは義理欠く恥欠く人情欠くの三欠くだ」と揶揄された。この言葉を誰が最初に言ったのかは不明であるが、文献では『週刊映画ニュース』1972年12月2日号に東映・三越劇場提携公演の司会をした山城新伍がこの言葉を発したという記事がある。

## テレビ

### 歴史
映画と並び会社の中核とされるのがテレビ向け作品である。
映画会社の中では東映がテレビに最も積極的であり、日本教育テレビ（NET、現・テレビ朝日）の設立にあたっては資本参加をし、1958年（昭和33年）5月にテレビ課を設けた。さらに1958年（昭和33年）7月に東映テレビ・プロダクションを設立して、東京撮影所と京都撮影所でテレビ映画の制作を開始した。1959年（昭和34年）2月から放送開始の『風小僧』がその第1弾である。初期においては制作したテレビ映画は放送の3ヶ月後に劇場向けの添え物として再編集し、東映特別娯楽版として配給も行う再利用も行っていた。そして1961年（昭和36年）にNETとテレビ映画制作の業務提携を結び、1969年（昭和44年）には年に35シリーズ、826本を制作した。
株式会社東映テレビ・プロダクションは、放送したテレビ映画を劇場向けに配給するために1959年（昭和34年）2月に東映テレビ映画株式会社と商号を変更し、さらに5月に第二東映株式会社となったため、1959年（昭和34年）11月に新たにテレビ映画制作業務を行う法人としてかつての社名と同名の株式会社東映テレビ・プロダクションを設立した。1964年には、東映京都撮影所の敷地内に東映京都テレビ・プロダクションが発足。
東西の東映テレビ・プロは、NETが50%資本参加したために原則として筆頭株主であるNET専門の制作であった。東映本体も、1960年代半ばまでは業界的にはNET系のプロダクションと見られていた（実際には東映の方が大株主）と、キャラクター作品担当のプロデューサーであった平山亨は後年、雑誌『宇宙船』で回顧している。逆にNETの側は基本的に外注は東映が独占するという取り決めがあった。NET以外の他局には、1965年7月、東映東京撮影所内に新たに設けられた東映東京制作所と、京都では京都撮影所とは別機構として設けられた東映京都制作所の両制作所が制作を請け負うことになった。京都制作所は後に東映太秦映像と改称された。
東映京都テレビ・プロは時代劇や近代もの、京都が舞台の現代劇を、東映太秦映像は別会社の制作下請けを、東映東京制作所（大泉および生田スタジオ）は主に特撮キャラクターもの等子供向けの作品を、東映テレビプロ（大泉）は主に刑事ドラマ等大人向けの作品を、それぞれ鎬を削りながら量産を続けた。劇場映画においても早くから、時代劇をはじめ、『警視庁物語シリーズ』、『少年探偵団シリーズ』など、のちテレビで主流になるような娯楽分野で多くのノウハウを積んでいたことも大きな強みとなった。ライバルの東宝のサラリーマン物や喜劇、特撮物、松竹のホームドラマやメロドラマが、そのままテレビにスムーズに活用できているわけでない点と比較しても、同社のテレビ展開の速度は群を抜いていた。
テレビ参入当初からテレビ時代劇は、1959年（昭和34年）のNETの開局からレギュラー枠として制作が続けられて一時は大きな柱であったが、時代劇の減少に伴い、東映京都撮影所の本編スタッフが時代劇も手がけるようになり、1988年（昭和63年）の『名奉行 遠山の金さん』の第1シリーズが終了した時点で時代劇を主としてきた京都の東映京都テレビ・プロは解散。さらに2007年（平成19年）9月をもってテレビ朝日の東映制作のレギュラー時代劇は消滅している。
1964年（昭和39年）から映画館で上映されていたプログラム「東映まんがまつり」では子供向けのアニメや特撮などのテレビ作品はテレビからのエピソードがそのまま上映されていたが、1980年代頃からは新作が増えてテレビの再利用はなくなっていった。

### 放送枠
ここでは実写番組のみを記載し、アニメ枠は除く。テレビアニメ・劇場アニメ・OVAなどに関しては東映アニメーション#作品履歴またはCategory:東映アニメーション、テレビ放送枠#テレビ朝日系列、テレビ放送枠#フジテレビ系列を参照のこと。
- レギュラー枠
  - 現行放送枠
    - テレビ朝日水曜21時枠刑事ドラマ
    - スーパーヒーロータイム
      - スーパー戦隊シリーズ（日曜7時30分枠→テレビ朝日日曜朝9時30分枠の連続ドラマ）
      - メタルヒーローシリーズ→燃えろ!!ロボコン→ 仮面ライダーシリーズ（テレビ朝日日曜朝8時枠の連続ドラマ→テレビ朝日日曜朝9時枠の連続ドラマ）

  - かつての放送枠
    - テレビ朝日土曜時代劇→木曜19時枠時代劇→月曜時代劇→火曜時代劇（2007年9月で廃枠、以後年6回の特番として時代劇を放送）
    - 昭和仮面ライダーシリーズ（毎日放送時代、アマゾンまで）
    - 東映不思議コメディーシリーズ（1981年10月〜1993年10月）
    - 朝日放送・テレビ朝日金曜9時枠の連続ドラマ（1975年4月〜1976年9月のみ）
    - フジテレビ木曜夜10時枠時代劇（1984年4〜9月）
- 準レギュラー枠
  - 現行放送枠
    - 木曜劇場

  - かつての放送枠
    - 月曜ワイド劇場→火曜スーパーワイド→火曜ミステリー劇場（現在は廃枠）
    - 火曜サスペンス劇場→DRAMA COMPLEX→火曜ドラマゴールド（現在は廃枠）
    - 月曜ドラマランド（現在は廃枠）
    - 時代劇スペシャル（現在は廃枠）
    - フジテレビ水曜夜8時枠時代劇→火曜時代劇（現在は廃枠）
    - 世にも奇妙な物語（現在は撤退）
    - ライオン奥様劇場（現在は廃枠）
    - 金曜プレステージ（現在は廃枠）
    - 妻たちの劇場（現在は廃枠）
    - 関西テレビ火曜夜10時枠時代劇→関西テレビ制作・月曜夜10時枠の連続ドラマ（現在は撤退）
    - テレビ朝日月曜夜7時枠（現在は撤退）
    - テレビ朝日月曜夜8時枠（現在は撤退）
    - テレビ朝日月曜夜9時枠（現在は撤退）
    - テレビ朝日火曜夜8時枠（現在は撤退）
    - テレビ朝日火曜夜9時枠（現在は撤退）
    - テレビ朝日水曜夜9時枠時代劇（現在は廃枠）
    - 木曜ドラマ（現在は撤退）
    - テレビ朝日木曜夜10時枠（現在は廃枠）
    - テレビ朝日金曜夜7時30分枠（1974年10月〜1981年9月など（現在は撤退））
    - テレビ朝日土曜夜8時枠（現在は撤退）
    - 土曜ワイド劇場（現在は廃枠）
    - タケダアワー（現在は廃枠）
    - ブラザー劇場（現在は廃枠）
    - 月曜名作劇場（現在は廃枠）
    - TBS系列土曜夜9時枠（現在は撤退）
    - 毎日放送制作金曜夜7時枠（現在は撤退）
    - 毎日放送制作土曜夜10時枠（現在は廃枠）
    - テレビ東京系列月曜夜9時枠（現在は撤退）
    - テレビ東京金曜夜8時枠時代劇（現在は廃枠）
    - 日本テレビ日曜夜9時枠時代劇（現在は廃枠）
    - テレビ朝日日曜時代劇→テレビ朝日木曜時代劇→木曜ミステリー（現在は廃枠）

## 主要テレビ作品

### 1950年代
- 風小僧（1959年）
- 七色仮面シリーズ（1959年 - 1960年）

### 1960年代
- アラーの使者（1960年）
- 白馬童子（1960年）
- ナショナルキッド（1960年 - 1961年）
- 少年ケニヤ（1961年 - 1962年）
- 特別機動捜査隊（1961年 - 1977年）
- 鉄道公安36号（1963年 - 1967年）
- くらやみ五段（1965年 - 1966年）
- スパイキャッチャーJ3（1965年 - 1966年）
- 素浪人 月影兵庫－素浪人シリーズ（1965年 - 1968年）
- 銭形平次 (大川橋蔵)（1966年 - 1984年）
- 俺は用心棒－用心棒シリーズ（1967年 - 1969年）
- 忍者ハットリくん（1966年）
- 悪魔くん（1966年 - 1967年）
- 丸出だめ夫（1966年 - 1967年）
- 仮面の忍者 赤影（1967年 - 1968年）
- ジャイアントロボ（1967年 - 1968年）
- 白い巨塔 (1967年のテレビドラマ)
- キャプテンウルトラ（1967年）
- 大奥（関西テレビ版、1968年）
- キイハンター（1968年 - 1973年）
- 柔道一直線（1969年 - 1971年）
- プレイガール（1969年 - 1974年）

### 1970年代
- 遠山の金さんシリーズ（テレビ朝日木曜時代劇、1970年 - 1979年）
- 仮面ライダーシリーズ（1971年 - ）
- 超人バロム・1（1972年）
- 人造人間キカイダー（1972年 - 1973年）
- 刑事くんシリーズ（1972年 - 1973年）
- キカイダー01（1973年 - 1974年）
- イナズマン（1973年 - 1974年）
- 非情のライセンスシリーズ（1973年 - 1980年）
- ザ・ボディガード（1974年）
- がんばれ!!ロボコン（1974年 - 1977年）
- ザ★ゴリラ7（1975年）
- 燃える捜査網（1975年 - 1976年）
- 影同心（1975年 - 1976年）
- スーパー戦隊シリーズ（1975年 - 1977年、1979年 - ）
- Gメン'75 (1975年 - 1982年)
- 大非常線 （1976年）
- ザ・カゲスター（1976年）
- 長浜ロマンロボシリーズ（1976年 - 1979年、アニメーション制作：創映社→日本サンライズ[注 7]
  - 超電磁ロボ コン・バトラーV
  - 超電磁マシーン ボルテスV
  - 闘将ダイモス
  - 未来ロボ ダルタニアス
- 桃太郎侍（1976年 - 1981年）
- 5年3組魔法組（1976年 - 1977年）
- 氷河戦士ガイスラッガー（1977年、アニメーション制作：東京ムービー、オカスタジオ）
- 激走!ルーベンカイザー（1977年 - 1978年、アニメーション制作：和光プロ、グリーン・ボックス）
- とびだせ!マシーン飛竜（1977年 - 1978年、アニメーション制作：タツノコプロ）
- 特捜最前線（1977年 - 1987年）
- 柳生一族の陰謀（1978年 - 1979年）
- 魔女っ子チックル（1978年 - 1979年、アニメーション制作：ネオメディア、風プロダクション 、日本サンライズ）
- スパイダーマン（1978年 - 1979年）
- レッドビッキーズシリーズ（1978年 - 1982年）
- 暴れん坊将軍（1978年 - 2004年)
- 燃えろアタック（1979年 - 1980年)
- サイボーグ009（1979年 - 1980年、アニメーション制作：日本サンライズ）
- 探偵物語（1979年 - 1980年）

### 1980年代
- 影の軍団シリーズ
  - 服部半蔵 影の軍団（1980年）
  - 影の軍団II（1981年 - 1982年）
  - 影の軍団III（1982年）
  - 影の軍団IV（1985年）
  - 影の軍団 幕末編（1985年）
- 柳生あばれ旅シリーズ
  - 柳生あばれ旅（1980年 - 1981年）
  - 柳生十兵衛あばれ旅（1982年 - 1983年）
- 大激闘マッドポリス'80（1980年）
- 特命刑事（1980年）
- 東映不思議コメディーシリーズ（1981年 - 1993年）
- 土曜ワイド劇場 西村京太郎トラベルミステリー（1981年 - ）
- メタルヒーローシリーズ（1982年 - 1999年）
- スケバン刑事シリーズ（1985年 - 1987年）
- 少女コマンドーIZUMI（1987年 - 1988年）
- フジテレビ・浜木綿子おふくろシリーズ（1985年 - 2003年）
- 火曜サスペンス劇場 弁護士・高林鮎子（1986年 - 2005年）
- 火曜サスペンス劇場 監察医・室生亜季子（1986年 - 2007年）
- 三匹が斬る!シリーズ（1987年 - 1995年）
- 花のあすか組!（1988年）
- はぐれ刑事純情派シリーズ（1988年 - 2005年）
- さすらい刑事旅情編シリーズ（1988年 - 1995年）
- 名奉行 遠山の金さんシリーズ（1988年 - 1996年）

### 1990年代
- 銭形平次 (北大路欣也)
- 世にも奇妙な物語
- 土曜ワイド劇場・探偵事務所シリーズ
- 風の刑事・東京発!
- 超光戦士シャンゼリオン
- 味いちもんめ
- はみだし刑事情熱系
- 隠密奉行朝比奈
- 京都迷宮案内シリーズ
- 燃えろ!!ロボコン
- 科捜研の女シリーズ

### 2000年代
- 街の医者・神山治郎
- 八丁堀の七人
- おみやさん
- 相棒シリーズ
- 京都地検の女
- 大奥シリーズ（フジテレビ版、2003年 -）
- 美少女戦士セーラームーン
- Sh15uya
- 警視庁捜査一課9係
- 臨場
- メイド刑事

### 2010年代
- 853〜刑事・加茂伸之介
- フェイク 京都美術事件絵巻
- ホンボシ〜心理特捜事件簿〜
- 遺留捜査
- 非公認戦隊アキバレンジャーシリーズ
- answer〜警視庁検証捜査官
- 警部補・杉山真太郎〜吉祥寺署事件ファイル
- スペシャリスト (テレビドラマ)
- 刑事7人
- 特捜9
- 刑事ゼロ

### 2020年代
- IP〜サイバー捜査班
- ザ・ハイスクール ヒーローズ

### 海外作品
- 東星電影（台湾）との合作
  - 閃電騎士大戦地獄軍団
  - 閃電騎士V3
  - 閃電五騎士
- サバン（アメリカ合衆国）との合作
  - Masked Rider（サバン・エンターテイメントとの共同制作）
  - パワーレンジャーシリーズ（サバン・ブランドとの共同制作。以前はサバン・エンターテイメント（1993年 - 2001年）、ウォルト・ディズニー・カンパニー（2002年 - 2009年）との共同制作）
  - バーチャル戦士トゥルーパーズ（サバン・エンターテイメントとの共同制作）
  - Big Bad Beetlebogs（サバン・エンターテイメントとの共同制作）

## 歴代社長
出典：
- 初代：1951年 - 1971年：大川博
- 2代目：1971年 - 1993年：岡田茂
- 3代目：1993年 - 2002年：高岩淡
- 4代目：2002年 - 2014年：岡田裕介
- 5代目：2014年 - 2020年：多田憲之
- 6代目：2020年 - 2023年：手塚治[204]
- 7代目：2023年2月14日 - 2023年3月31日：多田憲之[2]（東映代表取締役会長、ティ・ジョイ代表取締役社長兼務[205]）
- 8代目：2023年4月1日 -：吉村文雄（映像本部長兼務）[3][4]

## 主な俳優（男性）

### 時代劇
- 大友柳太朗
- 市川右太衛門
- 片岡千恵蔵
- 東千代之介
- 近衛十四郎
- 月形龍之介
- 加賀邦男
- 西村晃
- 鶴田浩二
- 大川橋蔵
- 若山富三郎
- 高倉健
- 中村錦之助
- 菅原文太
- 片岡栄二郎
- 里見浩太郎
- 大河内傳次郎
- 津島進
- 志村喬
- 柳永二郎
- 岡田英次
- 進藤英太郎
- 黒川弥太郎
- 坂東好太郎
- 古石孝明
- 大里健太郎
- 河原崎長一郎
- 山城新伍
- 松方弘樹
- 北大路欣也
- 有川正治
- 伏見扇太郎

### 現代劇
- 三國連太郎
- 梅宮辰夫
- 千葉真一
- 南原宏治（南原伸二）
- 谷隼人
- 南廣
- 宇佐美淳
- 高木二朗
- 船山汎（船山裕二）
- 三原浩
- 舟橋元
- 沼田曜一
- 波島進
- 水木襄
- 小川守
- 水原一郎
- 小野透
- 江原真二郎
- 曽根晴美
- 堀田眞三
- 倉田保昭
- 石橋雅史
- 矢吹二朗（千葉治郎）
- 真田広之
- 仲村トオル
- 清水宏次朗
- 鶴賀二郎

### 任侠
- 佐分利信
- 池部良
- 鶴田浩二
- 若山富三郎
- 高倉健
- 小池朝雄
- 田中邦衛
- 菅原文太
- 北島三郎
- 河津清三郎
- 水島道太郎
- 大木実
- 安部徹
- 由利徹
- 天津敏
- 山本麟一
- 汐路章
- 潮健児
- 村田英雄
- 渡辺文雄
- 待田京介
- 林彰太郎
- 藤山浩二（藤山浩一）

### 実録
- 高倉健
- 小池朝雄
- 田中邦衛
- 菅原文太
- 安藤昇
- 小林旭
- 渡瀬恒彦
- 金子信雄
- 名和宏
- 高宮敬二
- 室田日出男
- 内田朝雄
- 八名信夫
- 三上真一郎
- 野口貴史
- 志賀勝
- 岩尾正隆
- 大前均
- 西田良
- 小林稔侍
- 福本清三
- 川谷拓三
- 伊吹吾郎
- 北斗学
- 司裕介
- 桜木健一
- 片桐竜次
- 成瀬正孝

### 特撮
- 大村文武
- 宮内洋

## 主な俳優（女性）
- 美空ひばり
- 丘さとみ
- 長谷川裕見子
- 入江若葉
- 木暮実千代
- 桜町弘子
- 高千穂ひづる
- 花柳小菊
- 千原しのぶ
- 瑳峨三智子
- 阿井美千子（阿井三千子、百ちとせ）
- 宇治みさ子
- 久保菜穂子
- 三条美紀（三條美紀）
- 風見章子
- 大川恵子
- 田代百合子
- 雪代敬子
- 中原ひとみ
- 青山京子
- 花園ひろみ
- 浦里はる美
- 故里やよい
- 月丘千秋
- 植木千恵
- 中村雅子
- 円山栄子
- 春丘典子
- 光岡早苗
- 高島淳子
- 小林裕子
- 中里阿津子
- 小宮光江
- 三原有美子
- 御影京子
- 佐久間良子
- 星美智子
- 新井茂子
- 岡田敏子
- 園ゆき子
- 三田佳子
- 藤田佳子
- 山東昭子
- 三島ゆり子
- 喜多川千鶴
- 二階堂有希子
- 三原葉子
- 木村俊恵
- 宮園純子
- 大原麗子
- 藤純子
- 小川知子
- 浜木綿子
- 中原早苗
- 渚まゆみ
- 野川由美子
- 工藤明子
- 藤浩子（藤宏子）
- 中村英子
- 梶芽衣子
- 池玲子
- 杉本美樹
- 橘真紀
- 小泉洋子（沢野火子）
- 山内えみ子（山内恵美子、山内絵美子）
- 松平純子
- 多岐川裕美
- 堀越陽子（堀越光恵）
- 中島ゆたか
- 志穂美悦子
- 松田英子
- 若原瞳

## 主なプロデューサー

### 映画
- 大川博
- 岡田茂
- 俊藤浩滋
- マキノ光雄
- 日下部五朗
- 天尾完次
- 吉田達

### テレビ
- 近藤照男
- 渡辺亮徳
- 平山亨
- 佐伯明
- 杉井進
- 田村嘉
- 宮川輝水
- 吉川進
- 鈴木武幸
- 白倉伸一郎
- 日笠淳
- 西平敦郎
- 塚田英明

チームで活動し、一人の業績に出来ない場合は「八手三郎」名義で活動する。

## 主な監督
- 内田吐夢
- 竹本弘一
- 渡辺邦男
- 松田定次
- 今井正
- 佐々木康
- マキノ雅弘
- 佐伯清
- 萩原遼
- 内出好吉
- 河野寿一
- 深田金之助
- 小沢茂弘
- 加藤泰
- 石井輝男
- 山下耕作
- 工藤栄一
- 深作欣二
- 佐藤純彌
- 中島貞夫
- 鈴木則文
- 降旗康男
- 村山新治
- 倉田準二
- 橋本一
- 野田幸男
- 内藤誠
- 山口和彦
- 和泉聖治
- 関本郁夫

## 主な脚本家
- 伊上勝
- 石森史郎
- 比佐芳武
- 笠原和夫
- 村尾昭
- 野上龍雄
- 高田宏治
- 掛札昌裕
- 成澤昌茂
- 結束信二
- 鳥居元宏

## 主な音楽家
- 高橋半
- 小沢秀夫
- 富永三郎
- 渡辺宙明
- 冨田勲
- 菊池俊輔（菊地俊輔）
- 八木正生
- 津島利章
- 小杉太一郎

## 主なカメラマン
- 星島一郎
- 飯村雅彦
- 出先哲也
- 仲沢半次郎
- わし尾元也
- 中島芳男
- 吉田貞次
- 赤塚滋
- 坪井誠

## その他の作品
- ザ・ドライバー（撮影、1982年）
- アストロンベルト（抜き焼き、フィルム制作、1983年）
- スターブレイザー（ビデオ撮影、フィルム制作、1983年）

## 施設運営

### 映画興行
完全子会社のティ・ジョイ、および同社とTOHOシネマズや松竹マルチプレックスシアターズ、西武不動産（旧・西武リアルティソリューションズ）など複数企業による共同運営・共同経営の形で、「T・ジョイ」、「ブルク」、「バルト」、「ミッテ」の4つのブランドを中心にシネマコンプレックスを運営している。

#### 過去に営業していた東映直営劇場
2025年8月1日までは東映内の部署「映画興行部」が下記の直営映画館2施設を運営・管理していた。
- 丸の内TOEI（東京都中央区東映会館・本社内、1960年9月20日開館、2スクリーン、計871席）
  - 2025年7月27日をもって閉館[164][208]。詳細は前述または当該項目を参照。
- 渋谷TOEI（東京都渋谷区、渋谷東映プラザ内、2スクリーン、計463席）
  - 2022年12月4日をもって閉館[209][210][211]。詳細は当該項目を参照。

### ホール
- テレピアホール - 名古屋市に所在。2022年7月よりアニメコンテンツ専門ホールとして、ホールを所有する東海テレビとの共同運営を行う。

### ゴルフ場
- 広島東映カントリークラブ - 東広島市にあるゴルフ場。1978年10月10日開業[212]。子会社の東映ゴルフ倶楽部が運営していたが、現在は子会社ごと第三者へ譲渡している[213]。

### ホテル
出典：
子会社の株式会社東映ホテルチェーンとして、2023年10月現在、福岡・湯沢・新潟の3店舗を運営。最盛期には全国10店舗を運営し、丸の内東映会館1階に東映ホテル案内所があった。
- 新潟東映ホテル：1961年7月24日 開業
- 湯沢東映ホテル[注 8]：1962年2月19日 開業
- 福岡東映ホテル[注 9][注 10]：1981年2月4日 開業

#### 過去に運営していたホテル
- 釧路東映ホテル：1961年9月19日 [注 11] - 2001年9月23日（現・釧路ロイヤルイン）
- 塩原東映ホテル吐月荘：1972年12月1日 - 1987年2月28日
- 南熱川東映ホテル：1973年10月27日 - 2006年3月26日（うたゆの宿伊豆南熱川ホテル[216]→伊豆熱川温泉ファミリーホテル開春楼→オーシャンフロント南熱川しおさい館→現・熱川温泉ブルーオーシャン、2024年1月31日閉館[217]）
- 天王寺東映ホテル：1988年11月13日 - 2011年9月30日（現・ホテルバリタワー大阪天王寺）
- 東映イン松山[注 12]：1983年10月8日 - 2012年2月29日（現・ホテルクラウンヒルズ松山）
- 東映イン和歌山：1983年11月9日 - 2002年1月31日（現・アパホテル和歌山）
- 東映イン長崎[注 13]：1985年10月1日 - 2005年5月31日（現・ドーミーイン長崎）

### 商業施設
出典：
直営映画館や撮影所の再開発として、全国各地で商業施設を運営している。なお、全国の東映プラザ内には直営映画館が併設されていたが、いずれも閉館し、現在は他社の映画館や飲食店などがテナントとして入居している。
- 仙台東映プラザ：1994年9月11日開業
- 渋谷東映プラザ：1993年2月20日開業[219]
- 広島東映プラザ：1995年10月7日開業[注 14]
- 福岡東映プラザ：1994年6月開業
- プラッツ大泉：1983年4月23日開業[注 15]
- OZ STUDIO CITY[注 16]：2001年12月15日開業
- E-MAビル：2002年4月24日[注 17]
- 新宿三丁目イーストビル：2007年2月開業[注 18]

#### 過去に運営していた主な商業施設
- 青森東映プラザ：1986年3月21日 - 2015年4月24日
- 梅田東映会館：1959年3月20日 - 2002年4月28日
- 小倉東映会館：1961年11月18日 - 2004年9月30日

### 福利厚生施設
出典：
現在、保養所には軽井沢東映山荘と湯沢東映ホテルが指定されている。寮は全国各地にあったが、いずれも閉館し、一部は当社保有の賃貸ビルや賃貸マンションとして活用されている。
いずれの施設も、当社だけでなく東映グループ各社の社員が利用できる。

#### 保養所
- 軽井沢東映山荘：1960年7月17日開館
- 箱根東映山荘：1960年11月26日 - 2011年6月30日
- 湯沢東映山荘：1960年12月26日 - 閉館時期不明[注 19]

#### 東映寮
- 札幌東映寮
- 大泉東映寮[注 20]
- 世田谷東映寮[注 21]
- 名古屋東映寮
- 京都東映寮
- 大阪東映寮
- 福岡東映寮

## 系列会社

### 子会社・関連会社
- 東映ビデオ（完全子会社。映像作品や舞台作品の企画・製作などを手掛ける。ティ・ジョイと共に、東映の小規模配給部門も担う）
  - セントラル・アーツ（東映ビデオの子会社。映画・テレビ製作や、芸能事務所としての業務を手掛ける）
- 東映アニメーション（旧東映動画。東証スタンダード上場。テレビ朝日やフジ・メディア・ホールディングスなども出資）
  - タバック（東映アニメーションの子会社。東映・他社作品問わず、録音・編集・アフレコスタジオ運営などを手掛ける）
  - 東映アニメーション音楽出版（東映アニメーションの完全子会社）
  - TOEI ANIMATION PHILS., INC.（東映アニメーションフィリピン、TAP。旧EEI-TOEI。東映アニメーションの完全子会社）
- 東映エージエンシー（完全子会社。広告業務や人材派遣業務、保険業務などを手掛ける）
- 東映京都スタジオ（完全子会社。東映太秦映画村を経営）
- 東映テレビ・プロダクション（完全子会社。テレビ作品制作を手掛ける）
- 東映シーエム（完全子会社。CM制作を手掛ける）
- 東映ラボ・テック（完全子会社。旧東映化学工業。フィルムの現像、加工を手掛ける）
- 東映デジタルラボ（完全子会社。東京撮影所にある東映デジタルセンター内で、ポストプロダクションを手掛ける）
- 三映印刷（完全子会社。東映・他社作品問わず、ポスターやチラシ、パンフレットなどの制作を手掛ける。台本印刷においては特許も取得）
- ティ・ジョイ（ティー ワイ リミテッドなども出資していたが、2025年7月に完全子会社化[223]。東映系のシネマコンプレックス、T・ジョイおよび一部の他社との共同経営劇場を運営。自社買付や他社から委託された作品の配給、東映の小規模作品の配給も手掛ける）
  - AMAZONLATERNA（ティ・ジョイの子会社。映像・ゲーム・演劇・出版物などの企画、製作、販売などを手掛ける）
- 東映衛星放送（完全子会社。東映チャンネルを運営）
- 東映建工（完全子会社。東映太秦映画村やティ・ジョイの横浜ブルク13、こうのすシネマ、T・ジョイ京都、当社グループ外の109シネマズ〈湘南、グランベリーパーク〉の建築・内装を手掛ける[224][225]）
- 東映ゴルフ倶楽部（完全子会社。広島東映カントリークラブを経営）
- 東映ホテルチェーン（完全子会社。新潟、湯沢、福岡の3つの東映ホテルを経営する）
- 東映音楽出版（東映・他社作品問わず、映画音楽制作やサウンドトラック製作などを手掛ける）
- 東映フーズ（冷凍ナスなどの食品を輸入し、ホテルや学校、食品製造会社などに卸売りしている）
- テス・サービス（総合ビル管理業、映画興行業、通信販売を含む酒類・商売業）
- FLARE CREATORS（東映アニメーションとの折半出資による合弁会社、オリジナルコンテンツの企画・プロデュース[226]）
- テレビ朝日ホールディングス（互いに持分法適用関連会社の関係にある[14]）

ほか数社

### 出資会社
- TOKYO TOWER（旧・日本電波塔、東京タワー運営会社。子会社ではないが、東映が筆頭株主）
- アカデミー製作→東京動画（子会社ではないが、『宇宙大帝ゴッドシグマ』、『百獣王ゴライオン』の下請けを行った製作会社）
- 創映社→日本サンライズ（子会社ではないが、長浜ロマンロボシリーズの下請けを行った製作会社、現・バンダイナムコフィルムワークス）

ほか数社

### 過去に存在した会社
- 東映セントラルフィルム（1988年解散。セントラル・アーツのみ存続）
- 東映化学デジタルテック（映像効果関連の業務を行う。現在は、東映ラボ・テックと合併）
- 東映貿易（現在は東映アクティスという名で、東映エージエンシーの貿易営業部内で農業機械などの貿易業務を行う）
- 東映俳優センター（現在は東映マネージメントとして、東映直営の東映東京撮影所の一部門として運営）
- 東映興業（プロ野球球団・東映フライヤーズ（現・北海道日本ハムファイターズ）の運営会社。球団は1973年に日拓ホームに売却、会社自体も1985年に東映不動産と合併）
- 東映不動産（1985年に東映興業と合併して東映興業不動産となり、2006年に東映本社に吸収）
- 衛星チャンネル
- コヨーテ（配信や放送、映画のオリジナルコンテンツの企画開発などを手掛ける。2021年6月18日の定時株主総会において解散決議[227]）
- BS松竹東急（現・JCOM BS、東映アニメーションと共に出資、2025年6月18日付でJCOM株式会社が全株式を取得して完全子会社化、同月30日で「BS松竹東急」としての放送を終了し、翌7月1日より法人名・チャンネル名ともに「JCOM BS」に変更[228][229][230][231]）

ほか数社

## その他
- YouTuberグループのフィッシャーズは、スーパー戦隊シリーズ26作目に当たる『忍風戦隊ハリケンジャー』の放送20周年記念コラボ企画として実現した楽曲である『大漁戦団サカナンジャー』のミュージックビデオにおいてフィッシャーズが「ヒーローソングを歌いたい」という想いのもと制作協力を当社と日本コロムビア、アクションや変身シーンの演出を竹田道弘がそれぞれ担当している[232]。このほか、子会社の東映アニメーションの協力による、プリキュアシリーズ18作目に当たる『トロピカル〜ジュ!プリキュア』とのコラボレーション動画が展開されている[233][234]。